# Rom-Expreß
Rom-Expreß ist ein britischer Kriminalfilm aus dem Jahre 1932 von Walter Forde. Er markiert den Beginn der englischen Filmkarriere des deutschen Leinwandstars Conrad Veidt.

## Handlung
Aus einer Pariser Kunstgalerie ist ein wertvolles Gemälde des berühmten flämischen Barockmalers Anthonis van Dyck gestohlen worden. Wenig später besteigen eine Reihe von sehr unterschiedlichen Leuten den Paris-Rom-Express der Compagnie Internationale des Wagons-Lits. Ein besonders finsterer Geselle scheint der ominöse Zurta zu sein, der in diesem Zug mit einem Komplizen nach dem gestohlenen Gemälde fahndet. Zurta hat auch schon einen Verdächtigen ausgemacht, einen gewissen Poole. Dieser Mann fürchtet offenbar, in der Öffentlichkeit gesehen zu werden, und beschließt, sich während der gesamten Fahrt in seinem Schlafwagenabteil einzuschließen.
Auf der Suche nach dem Bild stößt Zurta bald auf eine Reihe weiterer Passagiere, darunter ein ehebrecherisches Paar, ein Golfspieler, ein ebenso steinreicher wie knauseriger Geschäftsmann mitsamt seinem von ihn schikanierten Sekretär, ein französischer Polizeiinspektor, der als ganz normaler Familienvater mitreist, sowie ein US-Filmstar mit ihrem Manager. Durch Zufall wird das Bild aufgespürt und wandert nun während der Zugfahrt durch die Hände einiger dieser Passagiere. Zurta tötet Poole, der in Wahrheit sein anderer Komplize beim Bildraub war, und wird wenig später von dem Polizeioffizier gestellt. Als Zurta daraufhin angesichts der ihm aussichtslos erscheinenden Lage fliehen will, springt er bei voller Fahrt vom Zug und kommt dabei, das lässt der Film offen, (mutmaßlich) ums Leben. Das aufgespürte Gemälde geht zurück an seinen Besitzer.

## Vorgeschichte und Produktionshintergründe
1932 wurde Hauptdarsteller Conrad Veidt von dem britischen Produzenten Michael Balcon mit einem ebenso lukrativen wie langfristigen Vertrag der Gaumont-British Picture nach England verpflichtet. Der große kommerzielle Erfolg von Rom-Expreß ließ Veidt auf den Inseln bald zu einem Publikumsliebling und Kassenmagneten reifen. Seine Popularität vor allem bei den Kinogängerinnen führte im Großbritannien der 1930er Jahre schließlich zum Werbeslogan „Women Fight for Conrad Veidt !“.
Rom-Expreß erlebte seine Uraufführung am 21. November 1932 in London (Verkaufspräsentation). Der britische Massenstart war am 3. Februar 1933. Die deutsche Erstaufführung erfolgte im „Dritten Reich“ am 8. August 1934 in Berlins Atrium-Kino, die österreichische am 31. August desselben Jahres. Zu diesem Zeitpunkt war man in Hitlers Deutschland noch nicht Veidts Mitwirkung in dem projüdischen Film Jud Süß gewahr geworden, da diese Verfilmung des gleichnamigen Feuchtwanger-Romans erst am 4. Oktober 1934 ihre Welturaufführung hatte. Seitdem wurde kein weiterer (britischer) Veidt-Film mehr in die reichsdeutschen Kinos gebracht und Veidt im Völkischen Beobachter sogar persönlich massiv attackiert.
Rom-Expreß gilt als der Urvater aller Zug-Thriller. Bereits 1937/1938 nahm sich auch Alfred Hitchcock eines sehr ähnlichen Stoffes an und drehte mit Eine Dame verschwindet einen berühmten Zugkrimi, der trotz einer literarischen Vorlage von 1936 seine Anleihen bei Rom Expreß nicht verhehlen kann. 1948 wurde mit Schlafwagen nach Triest ein offizielles Remake von Rom-Expreß gedreht.
Die Kritik lobte u. a. vor allem die Kameraleistung des Anfang 1932 von Deutschland nach England verpflichteten Starkameramannes Günther Krampf.

## Kritik
Kritiker B.W. besprach Rom-Expreß in der Winterausgabe von Cinema Quarterly. Dort heißt es: „Wenn dies ein Beispiel für die Art von Film ist, die die neuen Gaumont-British Studios in Zukunft herausbringen wird, dürfen wir uns auf kameratechnische Brillanz, genaue Beobachtungsgabe und perfekte Unterhaltung einstellen. (…) In jedem Fall handelt es sich bei diesem Film um eine handwerklich erstklassige Arbeit. Die Beschränkung des Schauplatzes (…) hätte sehr leicht dazu führen können, dass das Interesse an der Geschichte erlahmt, doch Forde hat alles nur Erdenkliche aufgeboten, um die authentische Atmosphäre eines kontinentalen Fernstreckenzuges überzeugend wiederzugeben. Der Eindruck ständiger Bewegung ist in jeder Einstellung vorhanden.“
In der Österreichischen Film-Zeitung hieß es am 11. August 1934: „Die Darsteller, mit Conrad Veidt an der Spitze, bieten durchwegs Leistungen von hohem Niveau.“
In der New York Times befand Mordaunt Hall in der Ausgabe vom 27. Februar 1933: „This film may not quite live up to the superlatives lavished on it in London, but it is a well-produced and generally compelling melodrama, the interest of which is greatly increased by having all the action occur on a train bound from Paris to the Italian capital...“
Halliwell‘s Film Guide charakterisierte den Film wie folgt: „Just a little faded now as sheer entertainment, this remains the prototype train thriller from which The Lady Vanishes, Murder on the Orient Express and a hundred others are all borrowed. (…) Technically it still works very well though the script needs modernizing“.
Der Movie & Video Guide schrieb: „Seminal mystery thriller that spawned many imitations, including THE LADY VANISHES and NIGHT TRAIN TO MUNICH among other. Entertaining if slightly talky tale of assorted group of passengers caught up in criminal activities aboard train“.